# Sirenomelia
A sirenomelia (ou síndrome da sereia) é uma doença congênita muito rara que resulta de uma malformação nas pernas, que se mostram unidas por uma membrana, como uma cauda de peixe fazendo com que se pareça uma sereia.